# エディ・マクリントック
エディ・マクリントック（Eddie McClintock , 1967年5月27日 - ）は、オハイオ州出身のアメリカの俳優である。

## 来歴
オハイオ州デイトンのライト州立大学で学ぶ。
彼は元レスラーであり、制作進行の経験を持つ。俳優として実を結んだのは30歳の頃であった。
「デスパレートな妻たち」、「セックス・アンド・ザ・シティ」、「BONES」等の多数の作品にゲスト出演し、2009年からは「ウェアハウス13 〜秘密の倉庫 事件ファイル〜」で主演を務めている。
私生活では2005年に結婚し、息子が二人いる。

## 主な出演作品

### 映画
| 公開年 | 邦題 原題                                     | 役名                   | 備考       |
| ------ | --------------------------------------------- | ---------------------- | ---------- |
| 1999   | マムフォード先生 Mumford                      | Unsolved Mumford       |            |
| 2000   | Screenland Drive                              | クレイ                 |            |
| 2002   | Moving August                                 | オーガスト             |            |
| 2002   | クリスティーナの好きなコト The Sweetest Thing | マイケル               |            |
| 2002   | フル・フロンタル Full Frontal                 | 解雇された従業員       |            |
| 2012   | 新・ブギーマン Boogeyman                      | マイケル・サミュエルズ | テレビ映画 |

### テレビシリーズ
| 年         | タイトル                                                | 役名                                   | 備考                                                                                    |
| ---------- | ------------------------------------------------------- | -------------------------------------- | --------------------------------------------------------------------------------------- |
| 1997       | Dr.マーク・スローン Diagnosis: Murder                   |                                        | シーズン4第14話「よみがえった殺人」                                                     |
| 1999, 2001 | フェリシティの青春 Felicity                             | ライアン・クレーン                     | シーズン1第15話「愛と結婚」 シーズン4第8話「激動の感謝祭」                              |
| 2000       | セックス・アンド・ザ・シティ Sex and the City           | プールの男                             | シーズン3第13話「過去からのエスケープ」                                                 |
| 2000       | スピン・シティ Spin City                                | ロバート                               | シーズン5第8話「負けたもの勝ち」                                                        |
| 2002       | フレンズ Friends                                        | クリフォード・"クリフ"・バーネット     | シーズン8第23話「ママにプロポーズを part1」 シーズン8第24話「ママにプロポーズを part2」 |
| 2003       | A.U.S.A.                                                | オーウェン・ハーパー                   | 8エピソード                                                                             |
| 2005       | Dr.HOUSE House                                          | スタールコーチ                         | シーズン1第19話「隠れていた真実」                                                       |
| 2005       | 名探偵モンク Monk                                       | トム・ブラント                         | シーズン3第4話「新入社員モンク」                                                        |
| 2006       | Crumbs                                                  | ジョディ・クラムズ／ジャック・クラムズ | 13エピソード                                                                            |
| 2006       | デスパレートな妻たち Desperate Housewives               | フランク・ヘルム                       | 計3話出演                                                                               |
| 2007       | BONES Bones                                             | ティム・サリヴァン特別捜査官           | 計4話出演                                                                               |
| 2007       | SHARK カリスマ敏腕検察官 Shark                          | トム・ブラント                         | シーズン2第2話「4年前の悪夢」                                                           |
| 2009-2014  | ウェアハウス13 〜秘密の倉庫 事件ファイル〜 Warehouse 13 | ピート・ラティマー                     | 主演                                                                                    |
| 2010       | CSI:科学捜査班 CSI: Crime Scene Investigation           | フィン・トーマス                       | シーズン10第16話「危険な二人」                                                          |
| 2011       | リーガルに恋して Fairly Legal                           | ボビー                                 | シーズン1第4話「レシピの鍵」                                                            |
| 2013       | メンタリスト The Mentalist                              | ホーキンス                             | 1エピソード                                                                             |
| 2014       | モダン・ファミリー Modern Family                        | ブランドン                             | 1エピソード                                                                             |
| 2014       | キャッスル 〜ミステリー作家は事件がお好き Castle        | ローガン・オレアリー                   | 1エピソード                                                                             |
| 2014       | マインド・ゲーム Mind Games                             | デヴィッド・ビショップ                 | 1エピソード                                                                             |
| 2014       | イーストエンドの魔女たち Witches of East End            | ローナン                               | 1エピソード                                                                             |
| 2016       | ザ・シューター Shooter                                  | ジャック・ペイン                       | メインキャスト                                                                          |